# 391
| 391                |
| ------------------ |
| Dødsfald - Fødsler |
|                    |

| Gregoriansk kalender | 391 CCCXCI              |
| Ab urbe condita      | 1144                    |
| Armensk kalender     | I/T                     |
| Kinesiske kalender   | 3087 – 3088 庚寅 – 辛卯 |
| Etiopisk kalender    | 383 – 384               |
| Jødisk kalender      | 4151 – 4152             |
| Hindukalendere       |                         |
| - Vikram Samvat      | 446 – 447               |
| - Shaka Samvat       | 313 – 314               |
| - Kali Yuga          | 3492 – 3493             |
| Iransk kalender      | 231 BP – 230 BP         |
| Islamisk kalender    | 238 BH – 237 BH         |

Se også 391 (tal)